# Alan Aldridge
Alan Aldridge (Londra, 8 luglio 1938 – 17 febbraio 2017) è stato un illustratore britannico, noto soprattutto per le sue psichedeliche illustrazioni di canzoni dei Beatles.
A Los Angeles è stato inoltre direttore artistico dell'Hard Rock Cafe, per il quale ha disegnato il marchio originale.

## Biografia
Aldridge nacque nella East End di Londra, all'età di quattordici anni lasciò la scuola e iniziò a lavorare, prima come scaricatore di porto, poi come impiegato assicurativo, scarnitore di pollo per una macelleria musulmana, dunque pittore di scena all'Old Vic e infine venditore ambulante allo Stratford Market.
Aldridge voleva diventare un poeta, ma nel 1963, senza nessuna istruzione in campo artistico, iniziò a disegnare ritratti attorno ai pub di Soho. A scoprire il suo talento fu il direttore artistico della Penguin Books, l'italiano Germano Facetti, che lo assunse inizialmente come illustratore freelance facendogli conoscere alcuni noti artisti quali Francis Bacon e Alan Fletcher. Collaborò con il Sunday Times Magazine e nel 1965 il capo editore di Penguin Books, Tom Godwin, lo assunse nella direzione. In questi anni realizzò molte copertine di libri soprattutto scientifici e definì uno stile pop art astratto e dettagliato che non passò inosservato alla fucina musicale e artistica della Londra degli anni sessanta.
Nel 1966 Aldridge disegnò la copertina dei libri di John Lennon, In His Own Write e A Spaniard in the Works. Nel 1967 prese parte al documentario musicale Tonite Let's All Make Love in London, nel quale erano presenti, fra gli altri, John Lennon, Yōko Ono, Mick Jagger e i Pink Floyd. Fu attraverso l'amicizia con i Beatles che Aldridge acquistò una solida reputazione. Promosso consigliere artistico al The Beatles Apple Corps, John Lennon lo definì "His Royal Master of Images to Their Majesties The Beatles" (Regio Signore delle Immagini per Sua Maestà I Beatles).
Nel 1968 creò la sua personale firma grafica, INK. Con il libro The Beatles Illustrated Lyrics, pubblicato in due volumi nel 1969 e 1970, Aldridge raggiunse un successo planetario. Successivamente fu illustratore per molti altri cantanti influenzando e dominando lo stile grafico di un'era musicale britannica anche nota come Swinging London. Fra i suoi clienti erano inclusi Eric Clapton, Rolling Stones, Cream, Led Zeppelin, Elton John, Black Sabbath e Who (la cui cover A Quick One ottenne la sua prima nomination ai Grammy Awards). Altri lavori di rilievo includono The Penguin Book of Comics, il libro per bambini Ann in the Moon, e lo scandaloso poster per il film di Andy Warhol Chelsea Girls per il quale vinse un Silver Clef Award. Il pubblico giapponese lo premiò "Artista Numero Uno nel mondo".
Lo scioglimento dei Beatles segnò la fine di uno stile di vita di un Paese. Durante gli anni settanta Aldridge si ritirò a Norfolk, dove continuò a dedicarsi anche alla narrativa. Uno dei suoi più celebri lavori fu il libro The Butterfly Ball and the Grasshopper Feast (vincitore del Whitbread Book Award), basato sulla omonima poesia di William Roscoe. Realizzato con la collaborazione del poeta William Plomer, che curò la parte scritta, il libro consiste in una serie di illustrazioni di insetti antropomorfi e altre creature immaginarie. Aldridge dichiarò di avere trovato ispirazione quando scoprì che John Tenniel aveva detto a Lewis Carroll che era impossibile disegnare una vespa in una parrucca.
Nel 1977 uscì The Ship's Cat, con il testo di Richard Adams, e nel 1979-1980 furono pubblicati The Peacock Party e The Lion's Cavalcade, sequel di The Butterfly Ball and the Grasshopper Feast, entrambi illustrati con la collaborazione di Harry Wilcock.

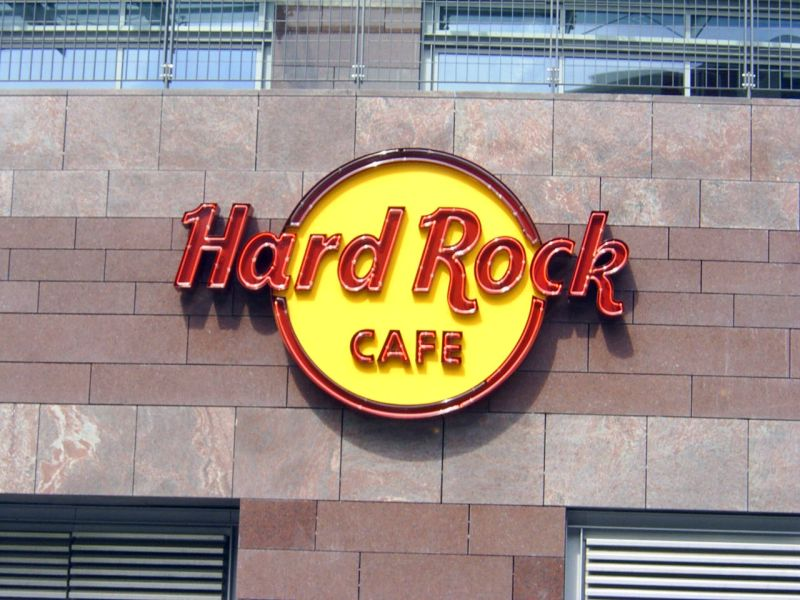
Hard Rock Cafe logo, Varsavia

All'inizio degli anni ottanta Aldridge lasciò Londra per trasferirsi a Los Angeles. La cover dell'album Captain Fantastic and the Brown Dirt Cowboy di Elton John gli aveva valso una seconda nomination ai Grammy.
A Los Angeles Aldridge applicò il suo talento di illustratore nel mondo della musica (Incubus, Tears for Fears), del cinema, della moda (la linea di costumi Orlebar Brown), della tecnologia (realizzò "Fee Fi Fo Fum", un gioco per bambini di carattere educativo per la Apple), e soprattutto del design, in quanto direttore artistico dell'originale Hard Rock Cafe e dell'House of Blues di Los Angeles (il celebre Hard Rock Cafe logo è di sua creazione).
Nel 2008 è stata pubblicata The Man with Kaleidoscope Eyes, la prima monografia che racconta e illustra oltre quarant'anni di carriera di Alan Aldridge. Il titolo, che in italiano si traduce L'uomo con gli occhi a caleidoscopio, è l'adattamento di un verso dei Beatles in Lucy in the Sky with Diamonds.
Alan Aldridge aveva otto figli avuti con quattro donne. Dal suo primo matrimonio, nacquero a Londra il fotografo di moda Miles Aldridge e la modella Saffron Aldridge. Il matrimonio finì per reciproca infedeltà coniugale, dopo che la moglie lo scoprì con un'amante e un altro figlio. In seguito Aldridge si trasferì a Los Angeles dove si sposò con la modella di Playboy Laura Lyons, dalla quale ebbe Lily e Ruby Aldridge, entrambe modelle. Da un'ulteriore relazione nacquero altri tre figli.

## Stile
L'arte di Aldridge si esprime attraverso un caleidoscopio di forme e colori che richiamano tuttora lo spirito degli anni sessanta e settanta, definito da uno stile di progettazione grafica che lo stesso Aldridge ha plasmato e sviluppato.
Le sue immagini enigmatiche e suggestive appaiono spesso come visioni oniriche, grottesche, talvolta erotiche, che risaltano soprattutto per la ricchezza di dettagli e la pittura policroma sfumata a colori accesi ma armonici. Le forme e le ombre frutto di libere associazioni mentali si confondono l'una con l'altra conferendo una sensazione di virtuosismo visivo e concettuale difficilmente decodificabile a prima vista. Le sue opere, spesso utilizzate anche come oggetti d'arredamento, possono contenere storie oppure assumere effetti diversi a seconda della distanza dalla quale vengono osservate. 
Influenzato dalla narrativa fantasy del diciannovesimo secolo, dalla produzione artistica di Salvador Dalí e Joan Miró, e dall'esuberanza iconica della Pop art, lo stile di Alan Aldridge conserva il carattere misterioso delle illustrazioni antiche e al contempo colpisce per la lucentezza cartoonesca e il messaggio sociale contemporaneo.

## Opere
- A Quick One, cover dell'album di The Who (1966)
- Chelsea Girls, poster per il film di Andy Warhol e Paul Morrissey (1966)
- The Beatles Illustrated Lyrics (1969)
- Ann In The Moon (1970)
- The Penguin Book Of Comics (1971)
- Hard Rock Cafe logo (1971)
- The Butterfly Ball and the Grasshopper Feast (1973)
- Captain Fantastic and the Brown Dirt Cowboy, illustrazioni album di Elton John (1975)
- The Ship's Cat (1977)
- The Peacock Party (1979)
- The Lion's Cavalcade (1980)
- Phantasia: Of Docklands, Rocklands and Dodos (1981)
- The Gnole (1999)
- Everybody Loves a Happy Ending, illustrazioni album di Tears for Fears (2004)
- Light Grenades, illustrazioni album di Incubus (2006)
- Michael Wainwright, cover album di Michael Wainwright (2008)
- The Man with Kaleidoscope Eyes, monografia di Alan Aldridge (2008)
- Alive, cover album di Edward Kowalczyk (2010)